# Nedre Vargstugtjärnen
Nedre Vargstugtjärnen är en sjö i Vindelns kommun i Västerbotten och ingår i Umeälvens huvudavrinningsområde. Sjön har en area på 0,0793 kvadratkilometer och ligger 240,2 meter över havet.

## Delavrinningsområde
Nedre Vargstugtjärnen ingår i det delavrinningsområde (714992-168822) som SMHI kallar för Inloppet i Stockträsket. Medelhöjden är 253 meter över havet och ytan är 8,57 kvadratkilometer. Räknas de 16 avrinningsområdena uppströms in blir den ackumulerade arean 129,31 kvadratkilometer. Hjuksån som avvattnar avrinningsområdet har biflödesordning 3, vilket innebär att vattnet flödar genom totalt 3 vattendrag innan det når havet efter 119 kilometer. Avrinningsområdet består mestadels av skog (78 procent). Avrinningsområdet har 1,13 kvadratkilometer vattenytor vilket ger det en sjöprocent på 13,2 procent.